# Quadraforma maroniensis
Quadraforma maroniensis är en fjärilsart som beskrevs av George Francis Hampson 1916. Quadraforma maroniensis ingår i släktet Quadraforma och familjen mott. Inga underarter finns listade i Catalogue of Life.